# Kauko Hänninen
Kauko Antero Hänninen (28. januar 1930 - 26. august 2013) var en finsk roer.
Hänninen var med i den finske firer med styrmand, der vandt bronze ved OL 1956 i Melbourne. Reino Poutanen, Veli Lehtelä, Toimi Pitkänen og styrmand Matti Niemi udgjorde resten af besætningen. Der deltog i alt 10 lande i disciplinen, hvor Italien vandt guld, mens Sverige tog sølvmedaljerne. Ved de samme lege deltog han i den finske firer uden styrmand, og han var også med ved både OL 1960 i Rom, OL 1964 i Tokyo og OL 1968 i Mexico City.
Hänninen vandt desuden en EM-guldmedalje i firer med styrmand ved EM 1956 i Jugoslavien.

## OL-medaljer
- 1956:  Bronze i firer med styrmand